# Jamie Spence
Pour les articles homonymes, voir Spence.
Jamie Spence est un golfeur anglais né le 26 mai 1963 à Tunbridge Wells dans le Kent. Il entre dans le circuit professionnel en 1985.

## Palmarès
- Vainqueur de l'Omega European Masters en 1992.
- Vainqueur du Canon European Masters en 1992.
- Vainqueur de l'Open du Maroc en 2000.